# Miskolc egészségügyének története

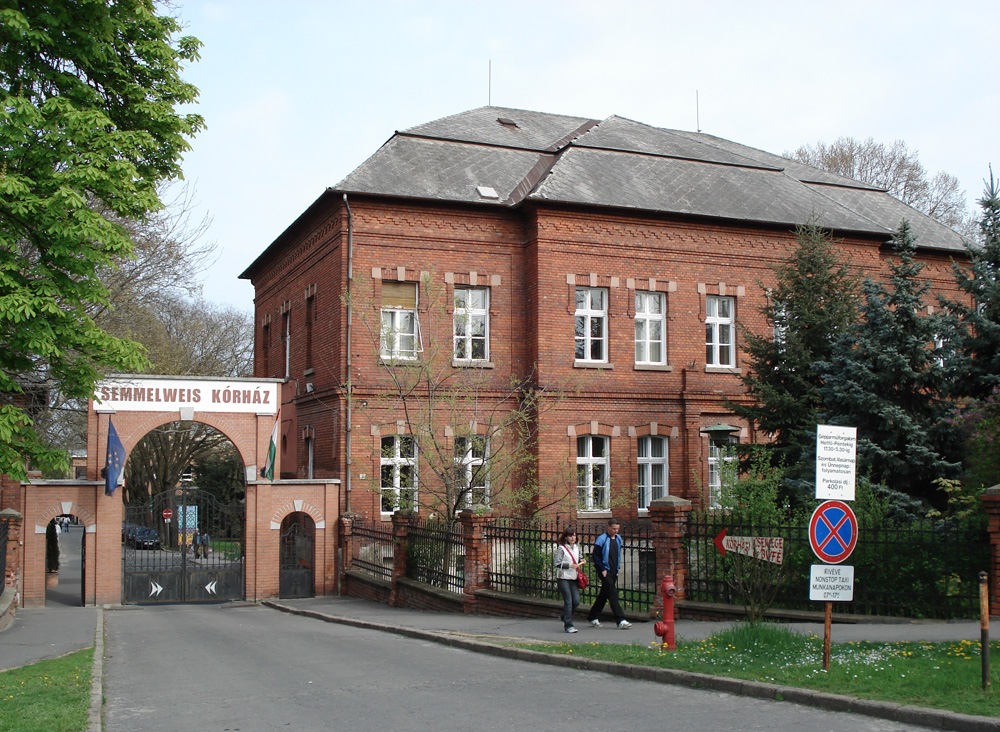
A Semmelweis Kórház bejárata és igazgatósági épülete

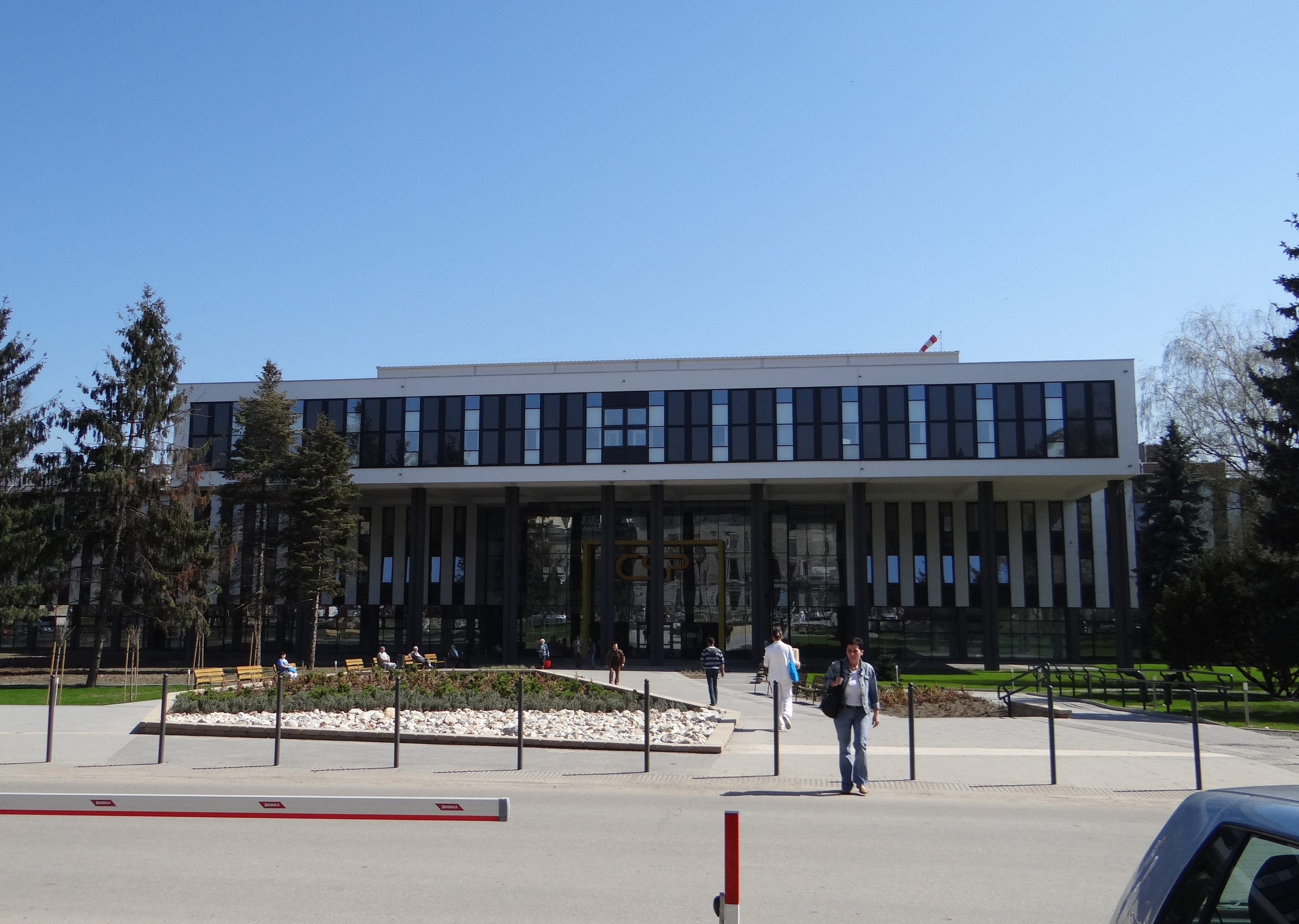
A Csillagpont épülete a Megyei Kórházban

Miskolc egészségügyének történetéhez először a 13. századból találunk adatokat, hiszen a tapolcai monostor mellett a bencések már működtettek egy ispotályt. Később, a 15. században Mindszenten is működött egy hasonló intézmény, amelynek épülete ma is áll a Mindszenti templom szomszédságában. Felekezeti és más ápoldák után az első közkórház 1856-ban jött létre Miskolcon, Schnirch Emil fáradozásai eredményeként, a régi tetemvári katonai kórházban. Az építmény rossz állapota miatt 1858-ban a közeli Fáy-kúriába költöztek, végül 1900 végére készült el a Csabai kapuban a Borsod vármegyei Erzsébet Közkórház. A kórház – jelentős bővítések és változások után – ma is ezen a helyen működik. Egy év múltán adták át a Vasgyári Kórházat, amelyet azóta szintén komolyan bővítettek. A Szent Ferenc Kórház végső soron az 1904-es alapítású Vízgyógyintézet jogutódjának tekinthető, de volt benne katonai parancsnokság, honvéd- és tüdőkórház is. Miskolc legfiatalabb kórháza a Megyei Kórház, amelyet 1958-ban adtak át a Szentpéteri kapuban. Az egészségügyi kormányzat 2017-ben összevonta a városi és a megyei kórházat, ezzel úgynevezett szuperkórházat hozott létre a városban, amely lényegében az összes miskolci kórházat érinti.
Miskolc első két patikáját – valószínűleg – 1762-ben alapították. Ezek voltak az Arany Szarvas és az Arany Sas gyógyszertárak. Az előbbi a Széchenyi utca–Erzsébet tér sarkán állt, nevét a bejárata felett elhelyezett aranyozott szarvas jelképezte. Ma is működik a Villanyrendőr közelében a 19. századi alapítású Fehér Kígyó, valamint az Arany Oroszlán a Centrum áruházzal szemben, amelynek Déryné Széppataki Róza is gyakori vendége volt.
A miskolci mentőszolgálat története a tűzoltóságéval fonódik össze. Az Önkéntes Tűzoltó Egylet 1873. augusztus 31-én alakult meg, s ennek keretében 1897-ben jött létre a mentőosztály, majd 1930-ban Diósgyőr-Vasgyárban is alakult egy mentőcsoport. Az Országos Mentőszolgálat 1948-as létrejöttével a város kezeléséből központi irányítás alá került a mentőügy. 1952-ben adták át a mentők Petőfi utcai állomását, ahol ma is működnek.

## Kórházak

### A kezdetek

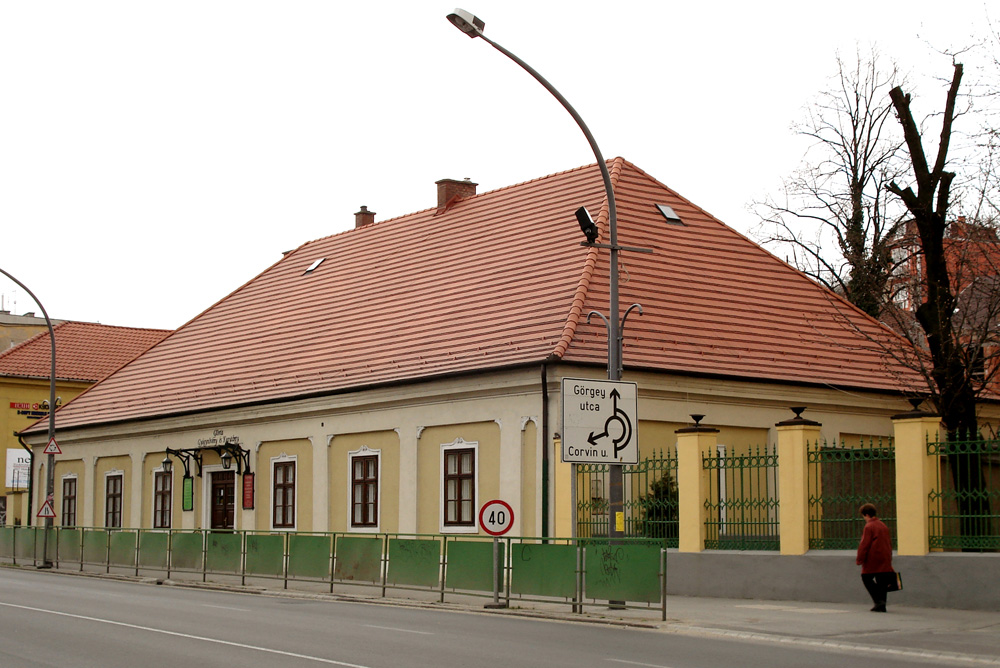
Az egykori mindszenti ispotály épülete

A miskolci fekvőbeteg-ellátás története a 13. századig nyúlik vissza, amikor a tapolcai monostor mellett már működött egy ispotály. A betegellátással kapcsolatban meg kell jegyezni, hogy az ispotályok évszázadokig tulajdonképpen szegényápoldák voltak, mert a módosabb betegeket otthonukban fektették és gyógyították. Az ápolda fenntartását az alapítványi földbirtokból származó jövedelem biztosította, amelyet később különböző hagyatékok, bírságolások pénzei pótoltak ki. Az ápoldában a bencések végezték a gyógyító munkát. A gyógyítást a magister hospitalis irányította, munkáját ápolók és fürdősök segítették. Az idők folyamán egyre több orvos érkezett ide a királyi kísérettel, például Radlica János, Nagy Lajos orvosa, Cellini Jakab, Károly Róbert orvosa, Baptista Canano, Beatrix királyné orvosa. A helyiek között megemlíthető Fichtel János és Sebestyén mester. Az ispotály a mohácsi csatát követő trónviszályok idején megsemmisült, Bebek Ferenc protestáns főúr romboltatta le.
A 15. században már működött a mindszenti apátsági ispotály is (Mindszent akkoriban Miskolc szomszédságában fekvő önálló, bár a városhoz sok szálon fűződő falu volt, csak 1879-ben csatolták Miskolchoz). Az intézményt a város támogatta büntetéspénzekkel, elkobzott élelmiszerekkel, de az adományok is fontosak voltak, és évi beosztással 22 zsellér tartozott szolgálattal az ispotálynak. A 18. században Bük András alispán kezdeményezésére új ispotályt építettek a régi helyén (1761. július 9-én tették le az alapkövét). Az épület – a Mindszenti templom melletti földszintes épület – ma is áll.
A következő – katonai – kórház (nosokomium militare) a Tetemváron épült, amit a medicus praesidarius vezetett. 1849-ben Kubicza Mihály orvos, Csajka Lajos seborvosmester és dr. Fischer Adolf gyógyítottak benne. A Chevra Kadisha zsidó jótékonysági egylet a zsidó betegek részére alapított 1830-ban négyszobás, tízágyas – ingyenes – kórházat a mai Palóczy utcán (1843-ban leégett). Emellett működött a katolikus ispotály, a reformátusok ispotálya, és a megyei fogdában is volt tizenhét ágy az elhagyott betegek részére. A 18. század elejétől működött a miskolci görög kompánia xenodochiuma, amely az 1848–49-es forradalom és szabadságharc idején vallásra és felekezetre való tekintet nélkül végezte a gyógyító munkát. Az épület a Szentháromság ortodox templom mellett ma is áll. Az újabb városi szegényápolda 1867-ben jött létre a Győri kapuban, alapítója, vezetője Bükk Zsigmondné Sebe Teréz volt. Az első világháború idején a 10-es honvédlaktanyához tartozott. Egyebek mellett vakokat, siketeket, elmebetegeket ápoltak itt. A háború után már egyre alkalmatlanabb volt a feladata ellátására, de felújítását vagy újjáépítését a második világháború meghiúsította, s csak az 1950-es években számolták fel.
Fontos szólni a gyógyítás–ellátás speciális esetéről, a szülészet ügyéről, a bábák tevékenységéről. Ezen a területen elévülhetetlen érdemeket szerzett az Utrechtben tanult Domby Sámuel megyei főorvos, aki – miután felmérte a bábák tudásszintjét (tragikusnak találta) – szükségesnek látta egy tudományos alapossággal, de közérthető módon megírt bábatankönyv megírását. Könyve 1772-ben jelent meg Széchényi Ferenc támogatásával, és a szakmai tudnivalókon kívül foglalkozott erkölcsi, szakmai, hivatásbeli és etikai kérdésekkel is. Az általa akkor megfogalmazottak java része a mai napig érvényes.

### Az első közkórház
A korabeli ápoldák, ispotályok állapota, körülményei – nem csak mai szemmel nézve – erősen kifogásolhatók voltak, és nem is annyira a gyógyító szerepük volt a fontos, inkább karitatív szempontok játszottak szerepet fenntartásukban. Ezért volt szükség egy valóban gyógyító intézmény, közkórház létesítésére. (A nyilvános betegápolásban fontos volt az az 1685-ben született rendelet, amely szerint meg kellett különböztetni a menházakat vagy ápoldákat a nyilvános közkórházaktól, és a rendelet körvonalazta az ápolandók körét is.) A megvalósítás motorja Schnirch Emil, Bécsben tanult és ott dolgozó orvos volt, aki 1854-ben került Miskolcra. Sorozatos beadványai nyomán 1856-ban a Tetemváron lévő régi katonai nosokomiumban alakítottak ki egy ötszobás, húszágyas kórodát. Az intézmény első vezetője a miskolci születésű, szintén Bécsben tanult, igen képzett Popper József lett (három szakvizsgája volt: sebészet, szülészet, szemészet), de a gyógyításba Schnirch Emil is besegített – díjazás nélkül. Ismert az első betegük: a kisrőcei Kostyó Mária, aki gyógyultan távozott a kórházból. Érdekesség, hogy 1857-ben Ferenc József is járt a kórházban, és kifogásolta annak állapotát. A császár akkor tulajdonképpen a miskolci színház megnyitására érkezett. Az uralkodót a megyehatáron küldöttség várta, a 48-as császárpárti, és ezért ki is tüntetett Szirmai István gróf vezetésével, de az izgalmaktól gutaütést kapott, és lebukott a lováról. Schnirch Emil, a küldöttség tagja, Szirmait a Közkórházba szállíttatta, ahol Popper doktor érvágást alkalmazott rajta, ám a beteg elhunyt. Ekkor látogatott a császár a kórházba, a színházba pedig nem ment el. „Azon a napon, midőn leghűbb szolgám az önök köréből kimúlt, a színházat látogatni nem vagyok képes!” – nyilatkozta. Az uralkodót a színházban István főherceg képviselte. A kórház állapotán gyűjtésekkel, jótékony színházi előadásokkal igyekeztek segíteni. Rövidesen ki is bővítették a szomszédos telek megvásárlásával, az ágyak száma 34-re emelkedett.
Az intézmény 1858-ban a Fáy-kúriába (az épület a mai Berzeviczy Gergely Technikum és a Nemzeti Bank helyén állt) költözött (16 szoba, 60 ágy), amelyet a város bérelt a Vattán élő Fáy Antaltól. Az elmebetegek a Tetemváron maradtak. Schnirch Emil – aki közben elkerült Miskolcról, de folyamatosan figyelemmel kísérte az ottani dolgok alakulását – közbenjárására előbb 1856-ban nyilvános közkórházzá minősítették az intézményt, majd 1877-ben a Fáy-kúria mellé felépítettek még egy 30 ágyas tébolydát, ahol elhelyezhették a betegeket. A zsúfoltság ennek ellenére egyre nőtt, aminek egyik következményeként az 1874-es tífuszjárvány nem csak betegeket, de orvosokat, ápolókat is elvitt. Azután az 1878. évi nagy árvíz komoly károkat okozott a kórház épületeiben és berendezéseiben, és ez már elkerülhetetlenné tette egy új kórház építését, amiért egyébként Popper már régóta hadakozott. A dolgok azonban vontatottan haladtak, pedig Popper József részletes terveket készített, de meghalt, mielőtt bármi is történt volna. Utóda, Singer Henrik lett, aki Bécsben diplomázott sebészként és szülészként, és 1872-től dolgozott a kórházban. Ferenc József 1881-ben látogatást tett ebben a kórházban is, Tisza Kálmán miniszterelnök kíséretében. A Közkórház 1900-ban szűnt meg, átmenetileg az épületben működött a Városi Zeneiskola, majd lebontották, a helyén banképületet (Osztrák–Magyar Bank miskolci fiókja) és iskolát (Magyar Királyi Állami Fiú Felsőkereskedelmi Iskola) építettek.

### Borsod vármegyei Erzsébet Közkórház

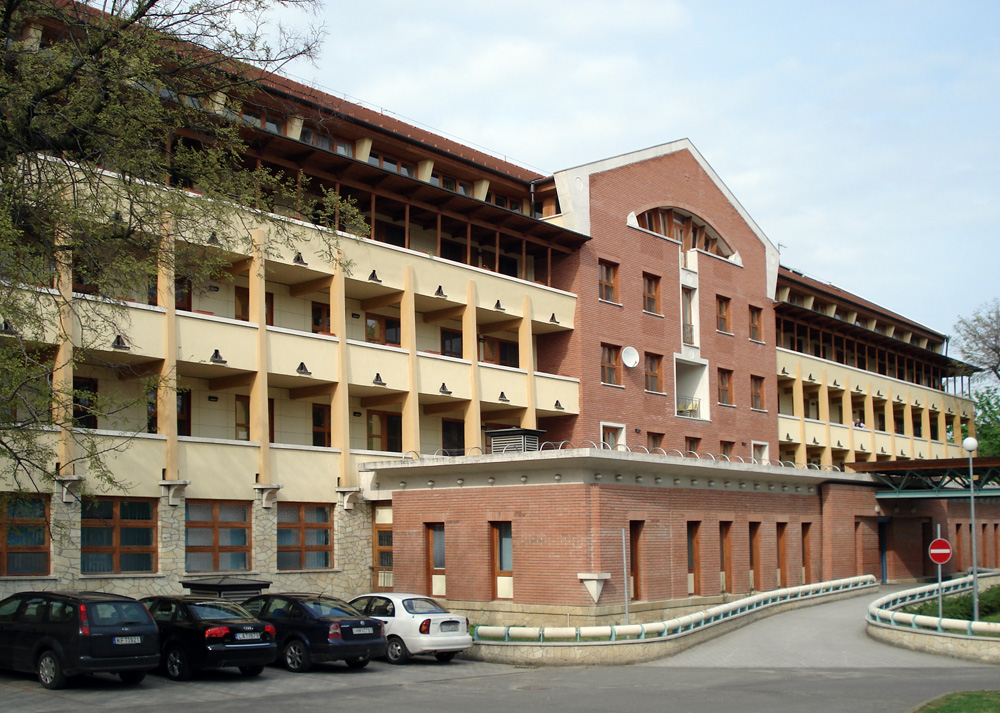
A Semmelweis Kórház egyik felújított (belgyógyászati) épülete

Az új kórház a Csabai kapuban épült meg, a város adta a telket meg ötezer forintot, tízezret a vármegye biztosított, és még felvettek 250 000 forint kölcsönt. Az új kórházat Adler Károly városi főmérnök tervezte, a kivitelező a Hirschl Ede és társai cég volt. A megnyitó 1900. december 2-án volt, négy jellegzetes, vöröstéglás épület készült el: az igazgatóság, a sebészet és bőrgyógyászat (70 ágy), a belgyógyászat (186 ágy) és az elmegyógyászat (70 ágy), de kiszolgáló épületek is épültek (konyha, mosoda, irodák). A kórház minden épületében folyóvíz és villanyvilágítás volt. A kórházi telek területe 10 000 négyszögöl (3,6 hektár) volt. A kórházigazgató Singer Henrik mellett két főorvos, egy rendelőorvos, egy járványorvos, két segédorvos, egy főápoló, egy főbába és 19 ápolónő dolgozott. 1904-re elkészült a kórházi gyógyszertár is. 1905-ben Singer lemondott az igazgatói posztról, de 1914-ig még vezette a sebészetet. Az új igazgató Köllner Károly belgyógyász lett.

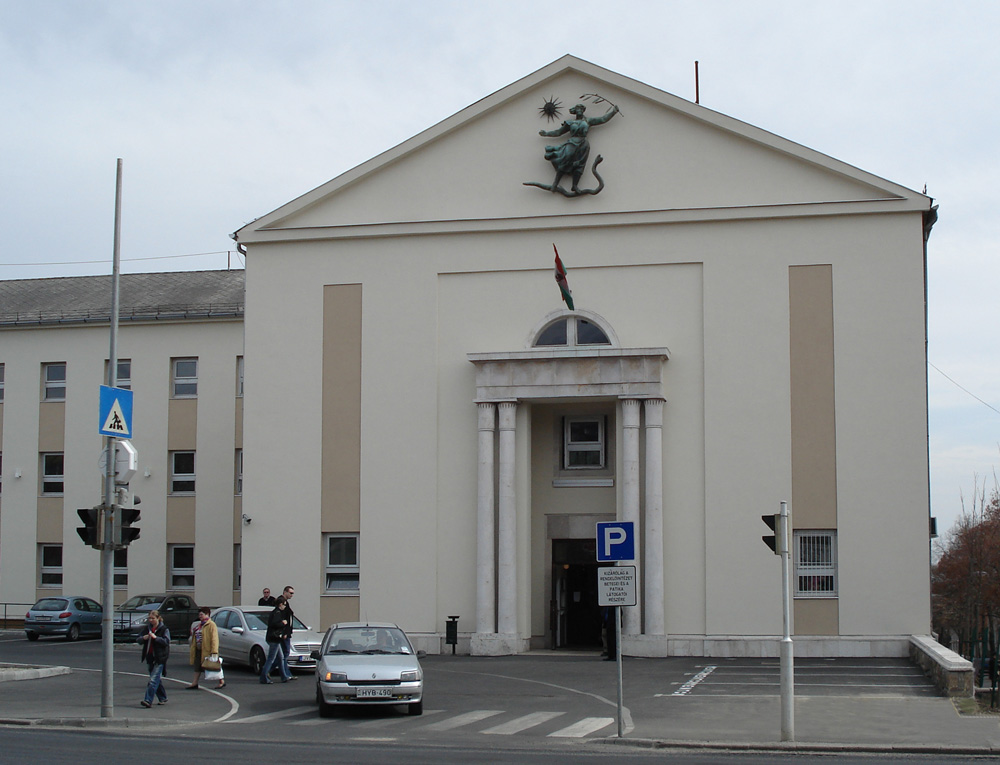
Rendelőintézet (SZTK) a Semmelweis Kórház mellett

A kórház vezetése folyamatosan törekedett nagy tudású, neves orvosok alkalmazására, a városba csábítására – sikerrel. Közben megépült a laboratórium, majd a röntgenosztály is. 1930-ban Köllner igazgató nyugalomba vonult, és 1931-ben a 29 éves budapesti klinikai tanársegéd, Jäger (Jármay) Gyula sebész lépett a helyére. A nehéz anyagi helyzeten úgy igyekezett úrrá lenni, hogy tanyagazdaságot hozott létre Kistokajban, ahol elmebetegek munkaterápiája révén élelmiszereket szállíthattak a kórházba (pékséget, kertészetet, tehenészetet, vágóhidat működtettek). A kórház személyzete több mint hétszeresére nőtt, az éves betegforgalom elérte a közel 11 000 főt, amivel az ország második legnagyobb megyei kórháza volt. 1940-re már kilenc gyógyosztály, röntgenintézet és bakteriológiai laboratórium is működött itt. A kórházi ágyak száma 900 volt, az éves betegforgalom 17 000 főre nőtt.
A második világháború idején több kórházi épület is megrongálódott (a bombákat eredetileg a rendező pályaudvarnak szánták), másokat orosz–román katonakórházzá alakítottak, a kórház eredeti betegeit és berendezéseit avasi pincékbe vitték, mert a berendezés javát a németek el akarták szállítani. A kórház 1945 nyarán kezdett visszaköltözni, de a helyzet csak lassan rendeződött. 1952-ben a neve Semmelweis Kórház lett (a miskolciak egy része még ma is Erzsébet kórháznak nevezi). A kórház több osztállyal bővült, majd – hamisítatlan szocreál stílusban – felépült a rendelőintézet (SZTK) is (2009-ben kívülről renoválták). A kórház–rendelőintézeti egység (Semmelweis Kórház–Rendelőintézet) 1976-ban jött létre. A kórház a Debreceni Egyetem Orvos és Egészségtudományi Centrum oktató kórháza, 646 aktív és 332 krónikus ágyon, 16 osztályon, 48 ápolási egységben gyógyítja a betegeket. Az Erzsébet Kórházat és a Vasgyári Kórházat 2008-ban összevonták Miskolci Semmelweis Ignác Egészségügyi Központ és Egyetemi Oktatókórház (MISEK) néven. Az összevonás célja a racionális gazdálkodás megvalósítása, a párhuzamosságok megszüntetése volt. Ennek keretében Vasgyárban megszüntették a koronária őrzőt és a szülészet-nőgyógyászatot, átszervezték a laboratórium, a patológia, a diétás szolgálat és a kisegítő részlegek működését. A kórház megyei szintű ellátást nyújt a mellkassebészet, a bőrgyógyászat és a fertőző betegségek területén, de regionális feladatot lát el a vérképzőszervi és hematológiai betegségek, valamint az oszteoporózis terén. A kórház területén működik a Hospice alapítvány miskolci intézménye.

### Szent István Járványkórház
A járványkórház 1888-ban nyitott meg a Zrínyi utcán, négy kórteremmel, 28 ággyal, a Közkórház felügyelete alatt. Megnyitását az indokolta, hogy a Közkórházban nem volt lehetőség a fertőző betegek elkülönítésére. 1919-ben az intézményt kitelepítették a Zsolcai kapu Sajó melletti területére, és világháborús barakk-járványkórházként működött tovább (16 kórterem, 200 ágy). Az új, korszerű járványkórház 1928-ra készült el a Közkórház mögötti területen, és ekkor az intézmény oda költözött. A kórházban laboratóriumot, fertőtlenítő intézetet és műtőket alakítottak ki. Az épület a második világháború alatti bombázások során megsérült, 1946-ban újították fel, végül 1949-ben összevonták a Közkórházzal.

### Vasgyári Kórház

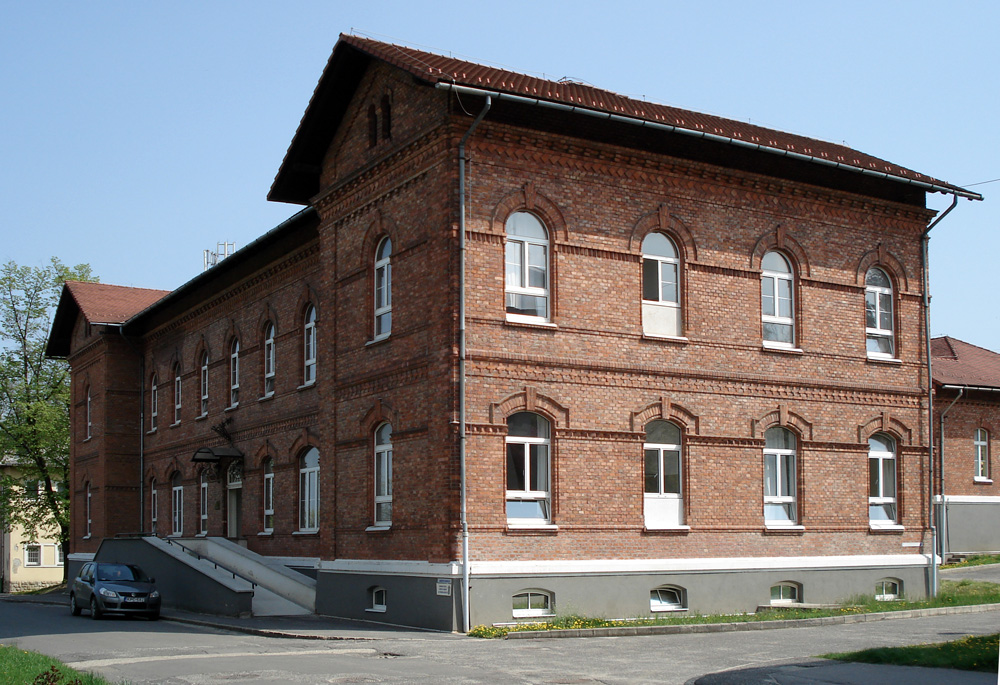
A kórház egyik épülete (az egykori Sebészet)

A Diósgyőri Vas- és Acélgyárban dolgozó munkások sokáig nem részesültek szervezett betegellátásban. Eleinte a társláda (egyfajta önkéntes „betegbiztosító”) nyújtott némi segítséget ezen a téren. Az első „betegszoba” 1882-ben kezdte meg a működését, amelynek első orvosa Derczényi Imre hámori körorvos volt. A betegszobából 1895-ben üzemorvosi rendelő lett, ahol Schandl Emil orvos látta el az üzemorvosi feladatokat. A munkások, a hivatalnokok és családjuk számára a gyárteleptől nyugatra nagy, korszerű lakótelep, ún. „gyarmat” épült (Vasgyári kolónia), amihez szociális létesítmények is járultak (boltok, iskolák, orvosi rendelők, közfürdő, templomok). Az új kórház építését 1898-ban kezdték a Kerekdomb tövében, a lakótelep déli szélén, és 1901. december 31-én adták át. A kórház modernebb volt a városi Közkórháznál, a higiéné minden vívmányával rendelkezett, tágas kórtermek, röntgen és kémiai laboratórium állt az orvosok rendelkezésére. Első igazgatója Zakariás János volt. 1910-ben, egy orvosi vándorgyűlésen, Zakariás így jellemezte a kórházat: „A Diósgyőri Vas- és Acélgyár legfontosabb egészségügyi intézménye a kórház, a gyarmattól délnyugatra foglal helyet, az ún. Kerekdombon, a szép Bükk hegység tövében, remek kilátással ezen hegységekre és a diósgyőri várromokra. A kórház egy emeletes főépületből, és egy magasföldszintes gazdasági épületből áll. A kettőt üvegezett folyosó köti össze egymással. A 36 ágyas főépületben a földszinten van egy szép nagy műtőterem, egy nagyobb kórterem, megfigyelőszoba, Herba-szoba és az ápolónak lakosztálya, kapusszoba. Az emeleten egy kisebb kórterem, irodahelyiségek, Röntgen-szoba, laboratórium. Minden nagyobb kórterem mellett fürdőszoba és teakonyha.”
A kórház bővítése 1940-ben kezdődött, először a belgyógyászati pavilon épült fel, 1941-ben a szülészet. A második világháború alatt bombatalálatot kapott a kórház, sok halottjuk is volt. A kórházat (és a vasgyári mentőket) – az újjáépítés idejére – a perecesi iskolában helyezték el, a Vasgyárban csak az ambuláns kezelés maradt. 1945-től Földesi József, a sebészet főorvosa volt az igazgató, és 1950-re elkészült a fül-orr-gégészeti osztály is. A Vasgyári Rendelőintézet 1965-re épült fel, és 1976-ban létrejött a kórház–rendelőintézeti egység. 1972-ben Ditrói Sándor lett a kórház igazgató-főorvosa, és vezetése alatt nagy formátumú fejlesztések történtek a kórházban (pl. a traumatológia megépítése, az ideggyógyászat kialakítása, a mosoda, a konyha, a gyógyszertár, a kórbonctan és a laboratórium fejlesztése). 1991-ben a kórház neve Diósgyőri Kórház és Rendelőintézet lett (a köznyelv változatlanul Vasgyári Kórháznak nevezi). A kórházat 2008-ban szervezetileg összevonták a Semmelweis Kórházzal (Miskolci Semmelweis Ignác Egészségügyi Központ és Egyetemi Oktatókórház). Korábban az intézményben működött a városi baleseti sebészeti ellátás, ez 2008 júniusában átkerült a Megyei Kórházba, itt csak a járóbeteg-ellátás maradt. A kórház ekkor még 279 aktív és 100 krónikus ággyal rendelkezett. A 2010-es évek második felében történt átszervezések után a kórház szinte kiürült (a fekvőbeteg-ellátás megszűnt, csak a stroke- és az ápolási osztály, valamint a patológia maradt), a funkciók a két másik kórház összevonásával létrejött Borsod-Abaúj-Zemplén Megyei Központi Kórházba kerültek át. 2018-ban a megszűnt neurológiai épületben létrehozzák az új, hetvenöt személyes Szent Hedvig Otthont, ezen kívül három háziorvosi rendelő és kilenc fogorvosi alapellátási körzet is a kórház területére költözik.

### Vízgyógyintézet

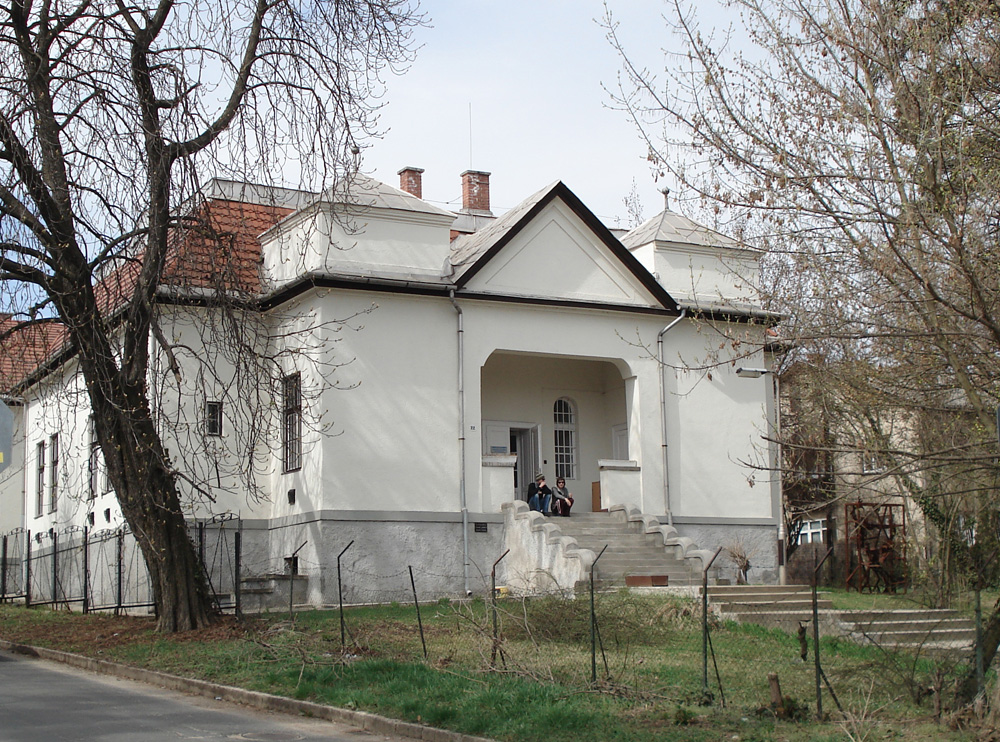
Az egykori Vízgyógyintézet épülete

A miskolci szanatórium és vízgyógyintézetet dr. Egri Miksa 1904-ben alapította a Csabai kapuban, a Közkórházzal szemben – magánszanatóriumként. A két épületet eredetileg a Bikur Cholin nevű zsidó jótékonysági egylet emeltette 1902-ben, amelyekben 16 ágyas kórházat alakítottak ki. Az új kórházat azonban csak másfél évig tudták működtetni, ekkor vette át az Egri-féle Vízgyógyintézet Szanatórium Rt. A szanatórium két épületből állt, az alsóban volt a vízgyógyintézet (fürdőhelyiségek, szénsavas fürdő, iszapborogatás, villanyozás, tornaterem), a felső épületben pedig idegbetegeket láttak el. A szanatórium sem működött túl sokáig, 1919-ben a már elhagyott épületekben jött létre előbb a Meilinger–Nyitray-féle művészeti szabadiskola, majd a miskolci művésztelep.

### Szent Ferenc Kórház

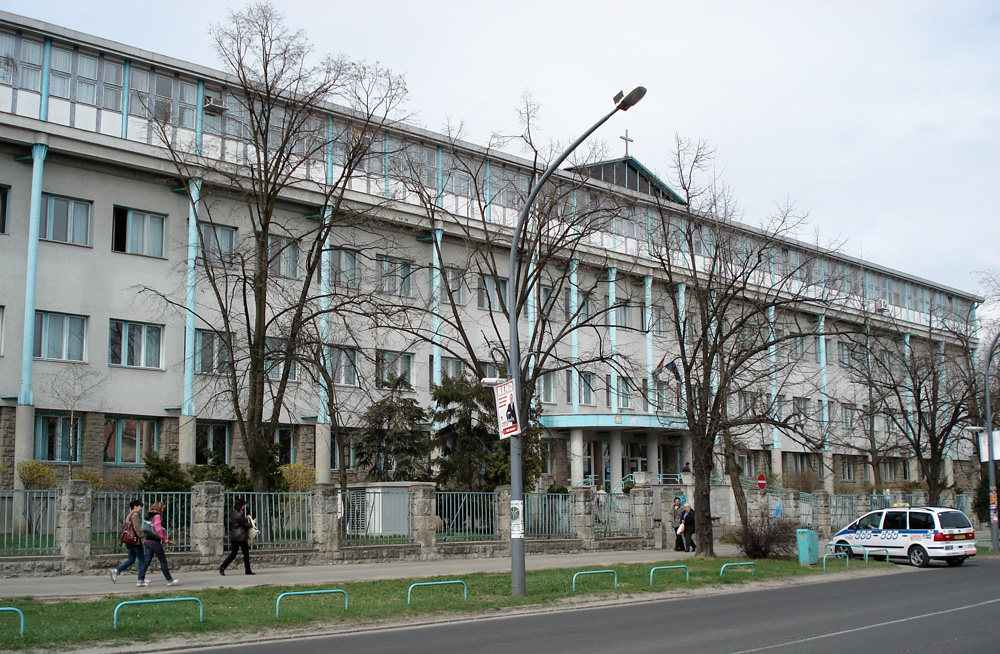
A Szent Ferenc Kórház utcafronti épülete

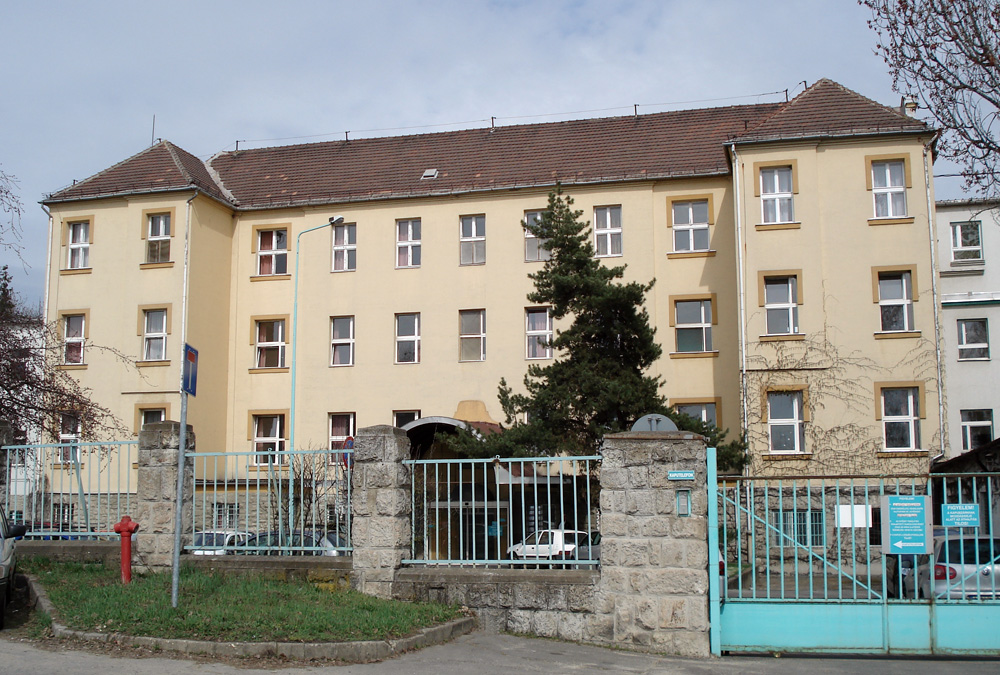
A Szent Ferenc Kórház hátsó, régi épülete

A Szent Ferenc Kórház az intézmény mai neve, létrejötte, megalakulása meglehetősen bonyolult. Jogelődje a Vízgyógyintézetnél említett, Bikur Cholin alapítású, rövid életű kórház volt. A hitközség az 1920-as években ismét felvetette egy kórház építésének gondolatát, és erre a célra a Kereskedők és Gazdák Köre, illetve a Kereskedelmi Testület vásárolt egy 4 holdas telket a Csabai kapuban, mindössze 100–150 méterre a közkórháztól. Az építkezés vontatottan haladt, majd pénzhiány miatt tulajdonképpen meg is rekedt. Ezért vetette fel Hodobay Sándor polgármester, hogy vásárolja meg a város tüdőkórháza számára. 1936-ban végül kincstári kezelésbe került az épület, s egészen 1944-ig a VII. Honvédparancsnokság működött benne, majd honvédkórházzá alakították. 1950–51-ben a régi épület elé új épületsort emeltek az utcafrontra. A régi épületben működtek az egyes osztályok és a kórtermek, az új épületben pedig a műtőt, a gyógyító egységeket, a rendelőket és az adminisztrációt helyezték el. A kórház tüdőkórházként működött, része volt még a csanyiki szanatórium is, és egy ideig környező városok tüdőgondozó intézetei is. A kórház rekonstrukciója 1994-ben fejeződött be, ekkor vette fel a Szent Ferenc Kórház nevet. A kórház szakterületében változatlanul erős a hagyományos tüdőgyógyászati tevékenység, ezenkívül a kardiológiai rehabilitáció, valamint reumatológiai és pszichoterápiai kezelés is folyik az intézményben. Működése kiterjed egész Borsod-Abaúj-Zemplén megye területére. Ágyszáma: 0 aktív és 282 krónikus ágy.

### Gyermekkórház

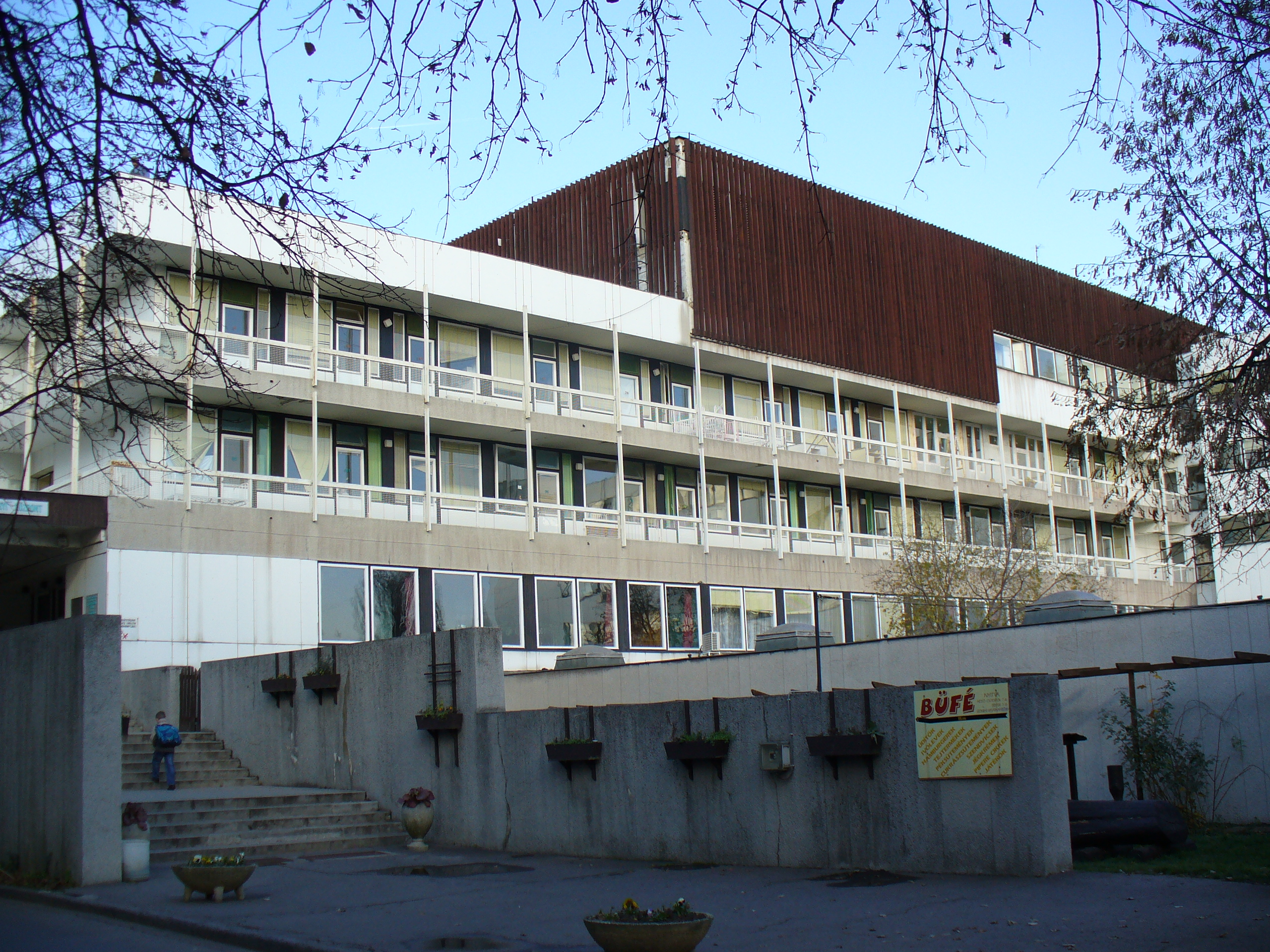
A Gyermekegészségügyi Központ a Megyei Kórházban

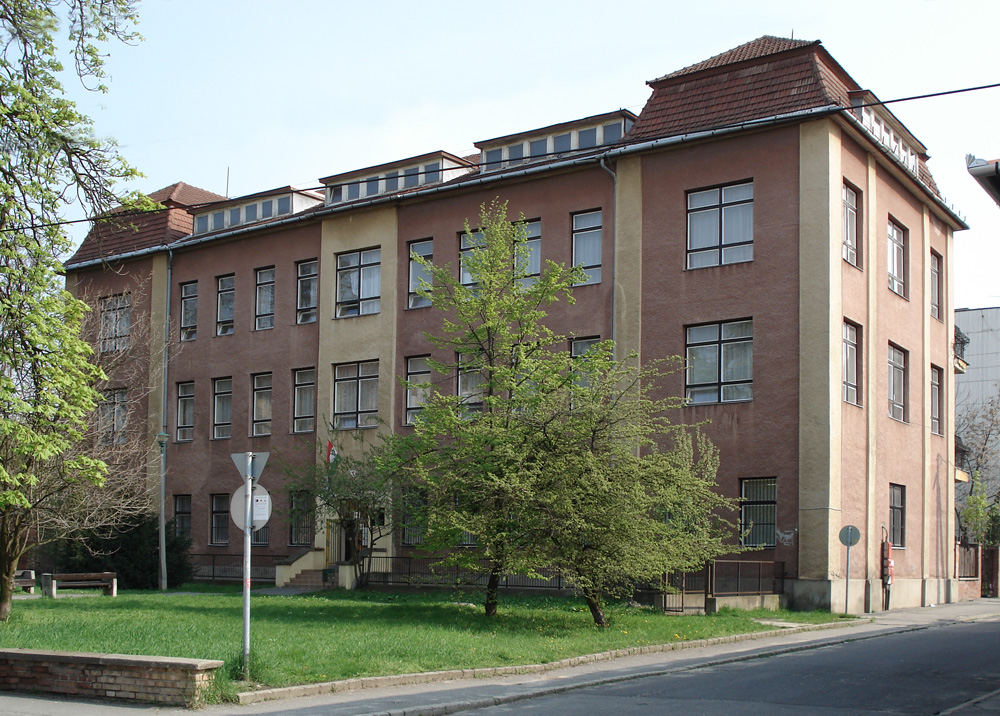
A Gyermekkórház egykori épülete

Az egykori Urak utcája (ma Petőfi utca) és a Teleki utca sarkán, 1929-ben épült kétemeletes épületben működött a Magyar Királyi Állami gyermekmenhely. Az intézmény célja az volt, hogy „az árvaszék által elhagyottá nyilvánított gyerekeket karolja fel.” A menhelyet 1951-ben felszámolták és gyermekkórházzá alakították át. A gyermekkórház egészen 1974-ig működött itt, ekkor tevékenysége átkerült a Megyei Kórházban kialakított modern gyermekkórházi részlegbe (Gyermekegészségügyi Központ). Az épületet tanácsi, majd önkormányzati célra hasznosították.

### Megyei Kórház (Borsod-Abaúj-Zemplén Megyei Központi Kórház)
A kórházat 1958-ban avatták fel, bár épületeit eredetileg katonai iskolának szánták (a szomszédságában ma is működik a rendőri szakközépiskola). A kezdetben hagyományos kórházi osztályokkal nyitó intézményt azóta folyamatosan újabbakkal bővítették: kardiológia, idegsebészet, érsebészet, gasztroenterológia, traumatológia, nefrológia, ortopédia, elmegyógyászat, onkoradiológia és sugárterápia, röntgen- és izotópdiagnosztika, komputertomográfia stb. 1974-ben az itt felépült új épületbe került a Petőfi utcai gyermekkórház, Gyermekegészségügyi Központ néven. A komplexumban gyermekgyógyászati osztály(ok), intenzív osztály, gyermek fül-orr-gégészet, laboratórium, gyermekröntgen, gyermekrehabilitációs osztály működik. A kórház parkját számos nívós szobrászati alkotás díszíti.
A kórház mai neve Borsod-Abaúj-Zemplén Megyei Kórház és Egyetemi Oktató Kórház, amely az ország harmadik legnagyobb aktív ágyszámú fekvőbeteg ellátó intézménye (1412 aktív, 176 krónikus ágy,) évente 60 000 fekvőbeteget gyógyít és mintegy egymillió járóbeteget lát el. Az intézmény Észak-Magyarország regionális onkológiai és sugárterápiás, valamint haemodinamikai központja. 2013-ban befejeződött a kórházban az úgynevezett Csillagpont projekt, amelynek révén a szomszédos épületeket folyosókkal, átjárókkal kötötték össze, és a kórház a térség progresszív ellátási centrumává vált. A kórházi átszervezésekkel kapcsolatosan az addig a Vasgyári Kórházban működő traumatológiai (baleseti sebészeti) ellátás 2008 júniusában a Megyei Kórházba került át.

### Szuperkórház
Az egészségügyi kormányzat 2017. április 1-jével összevonta a városi és a megyei kórházat, ezzel úgynevezett „szuperkórházat” hozott létre a városban. Az összevonás voltaképpen valamennyi miskolci kórházat érinti, mert az elmúlt időszakban a vasgyári és a Szent Ferenc Kórház integrációja már megtörtént. A kórház központja a 3526 Miskolc, Szentpéteri kapu 72–76. szám alatt található.
A Borsod-Abaúj-Zemplén Vármegyei Központi Kórház és Egyetemi Oktatókórház tagintézményei:
- Semmelweis Tagkórház (3529 Miskolc, Csabai kapu 9-11.)
- Szent Ferenc Tagkórház (3529 Miskolc, Csabai kapu 42.)
- Diósgyőri Tagkórház-Rendelőintézet (3533 Miskolc, Kórház utca 1.)
- Szikszói Tagkórház (3800 Szikszó, Kassai utca 45-49.)
- Mezőkövesdi Rehabilitációs Központ Tagkórház (3400 Mezőkövesd, Fülemüle utca 2.)

A kórház több ezer alkalmazottal rendelkezik. A 2024. évi adatok alapján a vezetőkön (4 felsővezető és 117 további vezető) kívül 198 orvos, 424 szakorvos, 4 fogorvos, 4 szakorvos, 10 gyógyszerész, 9 szakgyógyszerész, 57 egyetemi/főiskolai végzettségű egyéb egészségügyi dolgozó, 2729 szakdolgozó, 340 védőnő és 718 egyéb foglalkoztatott látja el feladatait.
A 2023. évi betegforgalmi adatok számai azt mutatják, hogy 91 591 fekvőbeteget bocsátottak el, 31 309 volt a fekvőbeteg műtétszám, míg 2 559 077 volt az ellátott járóbetegek száma.

## Gyógyszertárak
Miskolcon számos gyógyszertár működött az első alapítása óta eltelt időben, ezek közül számos ma is üzemel, néha megváltozott névvel, illetve helyen. A régi patikákon kívül, elsősorban a 2000-es évek elejétől sok új gyógyszertár is létesült bevásárlóközpontokban és más helyeken is.

### Előzmények
A gyógyítás és a gyógyszerészet évszázadokig gyakorlatilag azonos volt a népi gyógyászattal, a korai orvosok gyógymódjai és gyógyszerei alig különböztek az országot járó „vándor orvosok” és „vándor füvesek” módszereitől. Benkő Sámuel, aki közel negyven évig volt Miskolc neves orvosa, 1782-ben jelentette meg fontos művét, a Topographia oppidi Miskoltz historico-medica, azaz Miskolc város történeti-orvosi helyrajza című munkát, ami előbb Kassán, majd 1818-ban Miskolcon is megjelent. Munkájában komoly levéltári kutatómunkára, saját orvosi tapasztalatára, az elbeszélésekre és a hagyományokra támaszkodott. Írása szerint ekkor már jelentős számú képzett orvos tevékenykedett az országban, de még mindig nagy szerepe volt a vándor „szakemberek”, „füvesek” tömegének, és a helyi tapasztalt, főleg idősebb „gyógyító” embereknek. Ezzel együtt fokozatosan terjedtek a különböző orvosi könyvek kéziratos másolatai, amiket vásárokon terjesztettek. Ezekben a könyvekben természetesen keveredtek a kor tudományának megfelelő orvosi és gyógyszerészeti ismeretek a „jól bevált” népi gyógyító elemekkel. Fennmaradtak korabeli gyógyszerreceptek, amik azonban gyakran meglehetősen homályosan fogalmaztak, például: „bizonyos mixtúra”, „tsepetskék”, „bizonyos ital”, „bizonyos saft”, „thea és sálya”, „sebvíz”, „flastrom” és hasonlók, amikből természetesen nemhogy a hatásmechanizmusra nem lehet következtetni, de még arra sem, hogy milyen betegségre is adták, ajánlották a szereket. A helyzeten komolyan javított a képzett gyógyszerészek megjelenése, de a mai gyógyszertárak kínálatához képest még 1879-ben is meglepő készítményekkel találkozunk hirdetésekben: „chinin cukorka és csokoládé, nadályok, Egri víz, szappan, púder, fogpor, Máriaczelli gyomorcsöppek, szőrtelenítő por, mustárpapír, vaspasztillák” stb.
Miskolcon 1762-ben alapítottak először gyógyszertárat, egy évben kettőt is. Az első az Arany Szarvas volt, a második az Arany Sas. A megye szakemberei 1847-ben alapították meg „Borsod megye orvosainak, sebészei, 's gyógyszerészeinek társulata” néven szakmai egyesületüket, melynek neve 1865-ben „Borsodi orvosgyógyszerész egylet” lett. Célját így fogalmazták meg: „folytonos haladás az orvosi és rokon tudományokban, eszmecsere, műeszközi készletek megszerzése által.” Az egyesület folyamatosan, aktívan és sikeresen működött 105 éven át, egészen 1952. július 25-ig, amikor felszámolták.
Az alábbi fejezetekben leírtak Miskolc elsősorban történeti alapítású gyógyszertárairól adnak rövid, nem teljes körű áttekintést.
Nem foglalkozik az összeállítás – legfeljebb érintőlegesen – az államosítás utáni állapottal, és különösen nem az 1990-es évek közepén indult privatizáció utáni gyorsan változó helyzettel, a magángyógyszerészi tevékenység újbóli térnyerésével, aminek során új gyógyszertárak nyíltak szerte a városban. Az államosítás 1950. július 28-án történt meg, ekkor jött létre a Gyógyszertári Nemzeti Vállalat. Vezetője Miskolcon is – ahogy akkor szokás volt, más területeken is – „munkáskáder” lett, Kövér József lakatos személyében. Csak 1957-ben került szakember az igazgatói posztra: dr. Putnoky István.

### Arany Szarvas Gyógyszertár

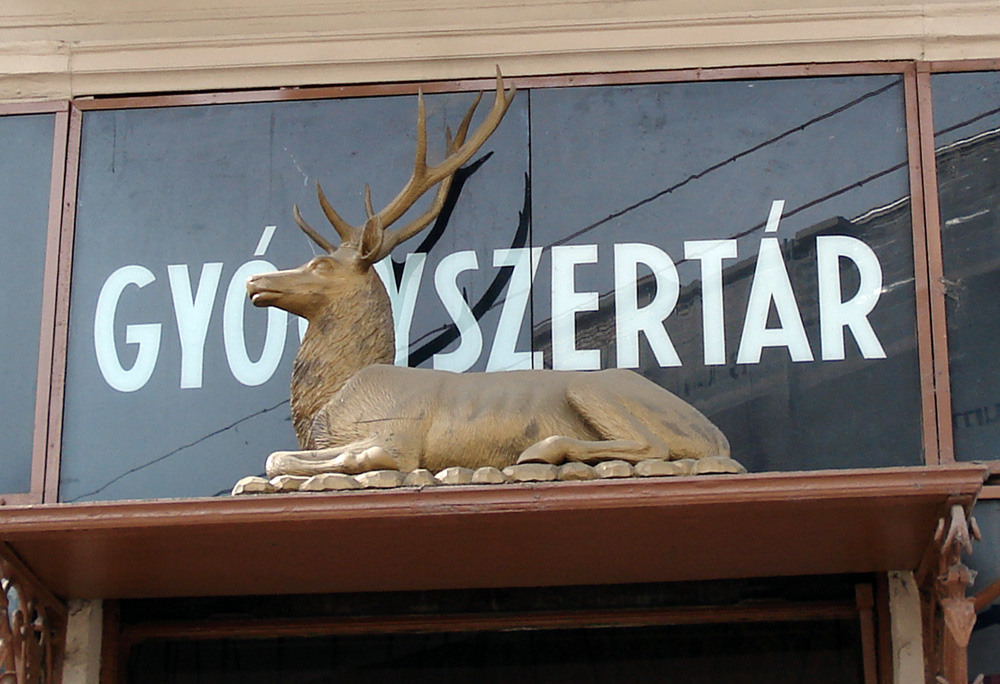
A nevezetes arany szarvas a patika bejárata fölött

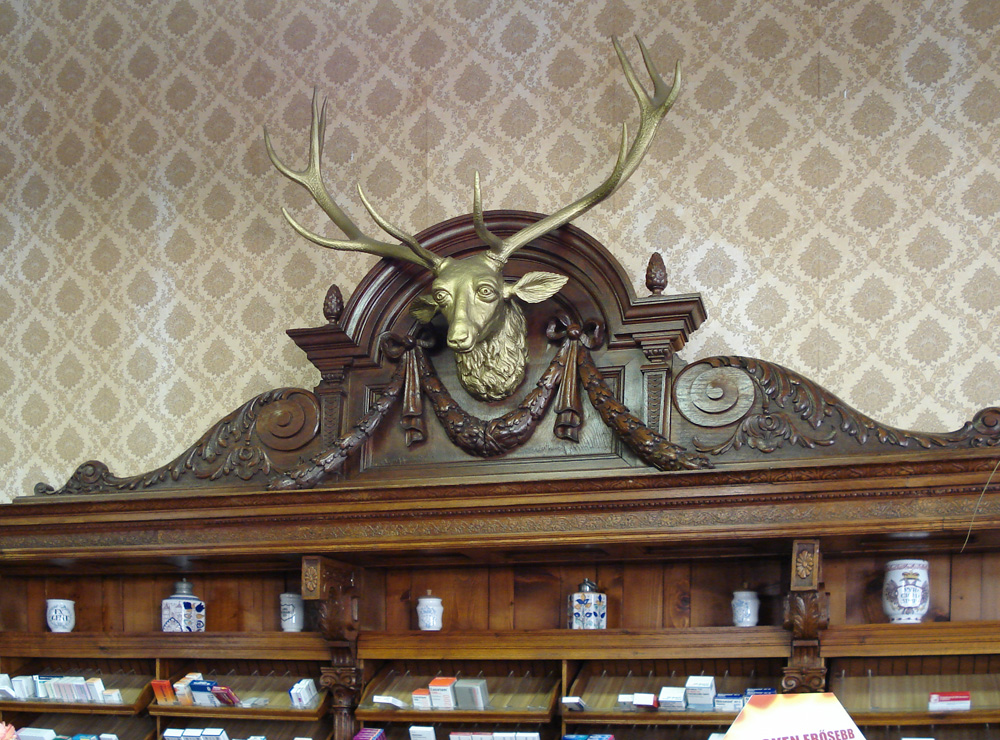
Arany szarvas a patika belső terében

Az Arany Szarvas Gyógyszertár alapításának körülményei nem teljesen egyértelműek. Első gyógyszerésze az egri dr. Trangus Illés volt. Fennmaradt működési engedélyét 1858-ban kapta meg, de a patika 1762-ben már működött, s ezt az évszámot fogadta el az 1869-es országos gyógyszertári felmérés is. A városvezetés engedélyezte számára, hogy „nem színmézzel, hanem nádmézzel csinált reggeli italokat, vagyis rosalist” is árulhasson. Az „égetett bort” csakis városi árendátoroktól, korcsmabérlőktől vásárolhatta. Gyógyszertárát lakóházában rendezte be, a mai Kossuth utca 7. helyén, majd 1793-ban már a Széchenyi utca 17. helyén volt teázóval egybeépített patikája. Gyógyszertárának jelképét, „egy kézzel faragott, fadarabokból összeállított, természetes nagyságú aranyozott szarvast” az egri kanonok ajándékozta neki. A szarvast a patika bejárata fölött helyezték el. A ma a bejárat fölött látható szobor természetesen már nem az eredeti, az új darab 1960–70 körül került a régi, elkorhadt helyére. A gyógyszertár a 19. század első felében a mai Széchenyi út 8. szám alatti épületbe költözött, és 1895-ben Rácz Jenő volt a gyógyszerésze.
Új, immár végleges helyére, az Erzsébet téri sarokházba 1897-ben költözött a patika. Az 1812-ben épült házat 1896–98 között kibővítették, hogy helyet biztosítsanak a mindenkori polgármester lakása számára, a földszinten pedig üzlethelyiségeket alakítottak ki. A gyógyszertár berendezése a 19. század végén készült a Szőke Pál bútorgyárában, ma is ez a bútorzata. Az államosítás után a patika 19/38-as gyógyszertár „néven” működött, de a miskolciak mindig is Arany Szarvasnak nevezték. A gyógyszertár a 2000-es évek elején tulajdonjogi viták miatt néhány évig zárva tartott, de 2004 végén ismét kinyitott, majd 2015-ben újra bezárt, további sorsa bizonytalan.

### Arany Sas Gyógyszertár
A gyógyszertár alapítását – visszaemlékezések alapján, mert az alapító iratok nem kerültek elő – 1762-re fogadta el az 1869-es országos felmérés. 1895-ben Újházi Kálmán volt a gyógyszerésze, 1912-ben pedig Resorszky Emil. A patika a Király úton (ma Ady Endre utca) állt, közel a Búza térhez, egy tömbnyire az „Arany kasza” vaskereskedéstől. Az újjáépített épületben működött 1943–1944-ig, mikor is Kellner Ödön volt a gyógyszerésze. Az államosítás után 19/37-es gyógyszertárként működött az 1970-es évek közepéig, amikor a házat lebontották.

### Fehér Kígyó Gyógyszertár

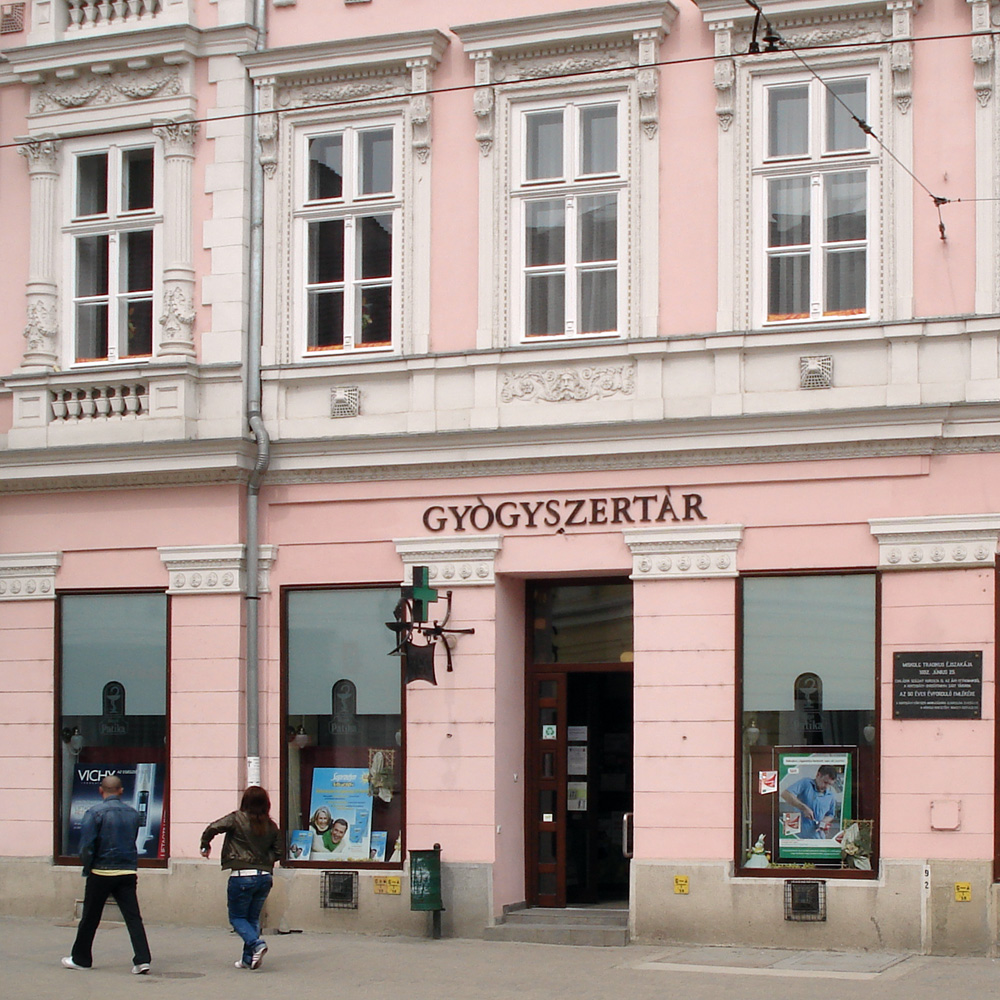
A Fehér Kígyó Gyógyszertár

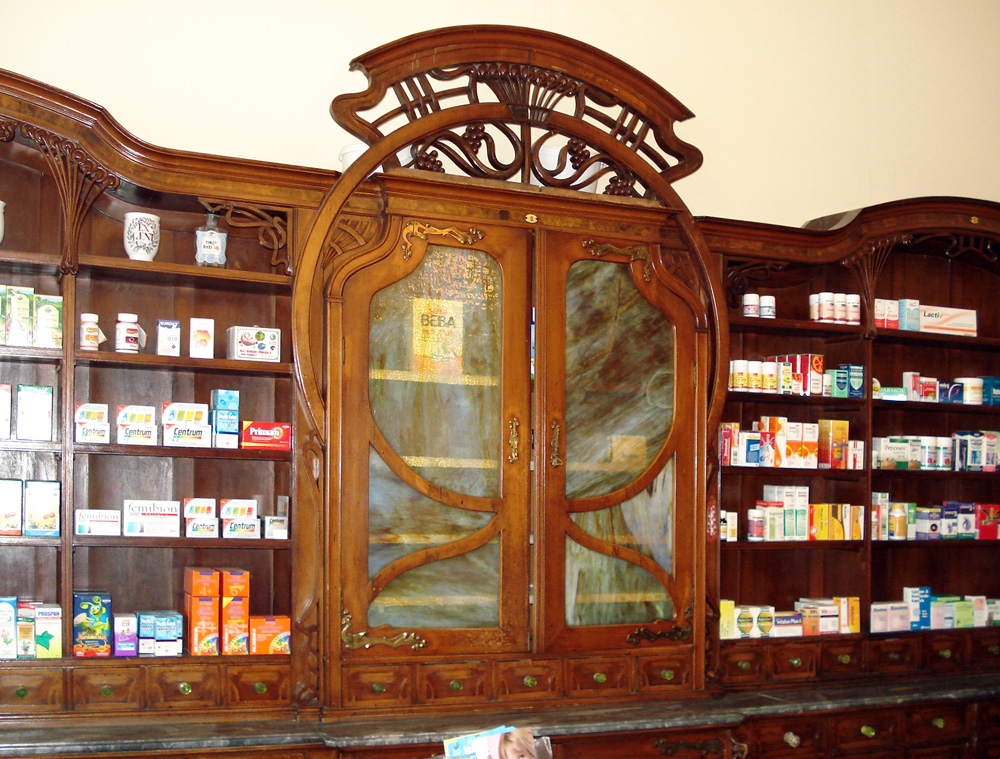
A Fehér Kígyó szecessziós berendezése

A gyógyszertárat eredetileg Tállyán alapították, s onnan költöztették a miskolci főutcára 1803-ban, de a pontos helyéről nincs adat. Van viszont arról, hogy Szabó Gyula gyógyszerész 1876-ban megvásárolta a mai Széchenyi utca 31. szám alatti telket, a Hitelintézeti palota mellett, ahol egyemeletes épületet építtetett, amit később még bővítettek. Tudni, hogy 1898-ban Popovics Antal volt a tulajdonosa, majd 1911-től Kellner és Fodor. Az 1920-as évtized vége felé Barack Gyula volt a Fehér kígyó gyógyszerésze, de már a Kazinczy és a Széchenyi utca sarkán. A második világháború után, 1948-ban költözött mai helyére, a Széchenyi utca 33. alá. Rövid idő múlva államosították, és 1995-ig 19/40. számú gyógyszertár volt a neve. Berendezése értékes, szecessziós stílusú. A gyógyszertár 2022-ben más helyre költözött.

### Arany Oroszlán Gyógyszertár

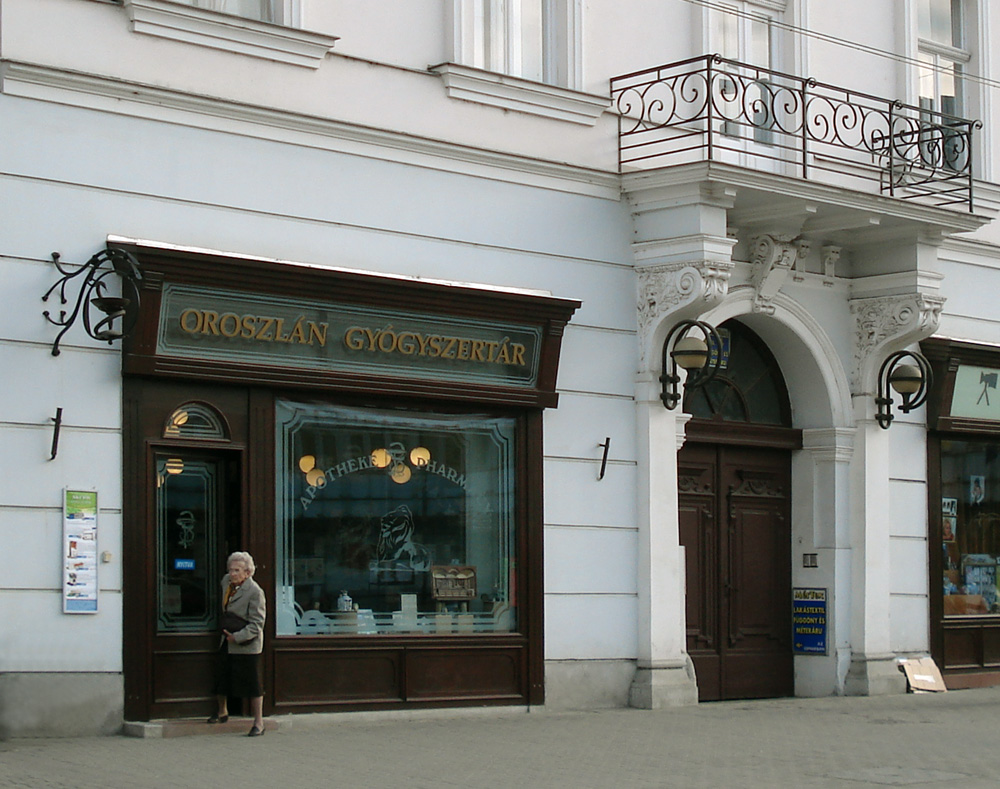
Az Arany Oroszlán 2010-ben

Az Arany Oroszlán Gyógyszertár megnyitására Kuntsch Márton 1811-ben kapott engedélyt a vármegyei közgyűléstől, ám nem sokkal ezután meghalt. A következő évben már Árvay Török Sándor vitte tovább az üzletet, majd 1853-tól Böszörményi József, 1868-tól pedig Medveczky Ferenc volt a tulajdonos patikus. A gyógyszertár a mai BOKIK székház–Telenor ügyfélszolgálat helyén működött, és gyakori vendége volt Déryné Széppataki Róza. 1876-ban Hercz Mór lett az új tulajdonos, akinek halála után, 1894-ben, Barack Gyula vette át a patikát, hogy 1914-től már Hercz Mór fia, Hercz János nevén fusson. Ő költöztette át a gyógyszertárat 1931-ben az utca szemközti oldalára,  a mai Széchenyi utca 76. szám alatt álló Grünfeld-házba (amelynek Grünfeld Sámuel kereskedő volt a tulajdonosa), ahol ma is működik (az államosítás után vagy 35 évig 19/36-os gyógyszertár néven), Oroszlán Gyógyszertár néven.

### Magyar Korona Gyógyszertár
Miskolc ötödik patikája 1819-ben létesült a mai Széchenyi utca 11. szám helyén álló egykori épületben, tulajdonosa Szabó Sámuel volt. 1832-ben Tisza Antal, majd 1839-ben Rádely József vásárolta meg. Rádely József sajószentpéteri patikus volt, aki az ottani intézményét cserélte el 1000 váltócédula forint ráfizetéssel a miskolcira. A Magyar Korona 1866-ban került Csáthy Szabó István, a 19. század végének jelentős közéleti szereplője tulajdonába. Több tulajdonosváltás után az államosítás után 19/41-es gyógyszertár volt, majd 1963-ban megszűnt, miután lebontották az épületet.

### Isteni Gondviselés Gyógyszertár
Ez a gyógyszertár is a 19. században jött létre: 1894-ben alapította Csernyés Antal, eredetileg makói gyógyszerész. Az engedélyt úgy kapta meg, hogy patikáját a Nagy- és Kishunyad utcák találkozása és a 10-es honvédlaktanya (ma Zrínyi Ilona Gimnázium) között kell működtetnie. A gyógyszertár a mai Szökőkút (Dísz) tér közelében működött, bár tulajdonosa egy idő után kérelmezte áthelyezését a belvárosba – eredménytelenül. Az alapítón kívül tulajdonosai voltak még Nemes Árpád és Mészáros Zoltán is. Az épületet az 1970-es években lebontották (a területen épült fel Miskolc Vologda nevű paneles lakótelepe), addig – az államosítástól kezdve – 19/39. szám alatt működött.

### Angyal Gyógyszertár

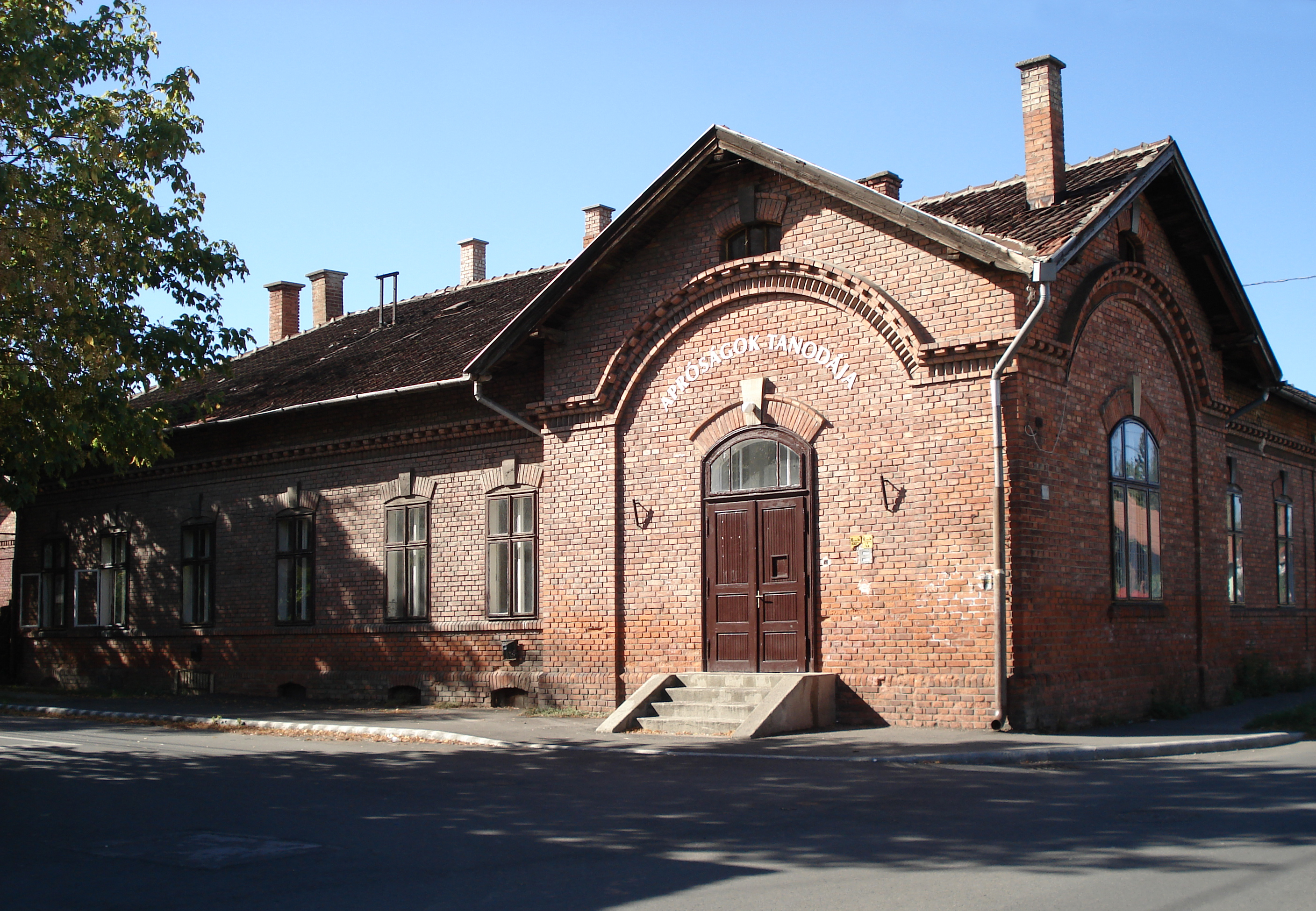
Az Angyal Gyógyszertár épülete 2012-ben

A hivatalosan „Gyógyszertár az angyalhoz” nevű patika a Diósgyőr-Vasgyárban létesült 1900-ban. A kolónia első gyógyszertárát még Esser Ferenc diósgyőri patikus nyitotta 1887-ben fiókgyógyszertárként, és egy lakóházban működött. Az Angyal patika építészeti terveit Murányi Lajos készítette, a kolónia megszokott vörös téglás stílusában. Vezetője Menner Ottó, majd fia, Menner Ödön volt. Laboratóriumot, mellék- és gazdasági helyiségeket és szolgálati lakást tartalmazott. Az épület ma is megvan, de nem gyógyszertárként használják.

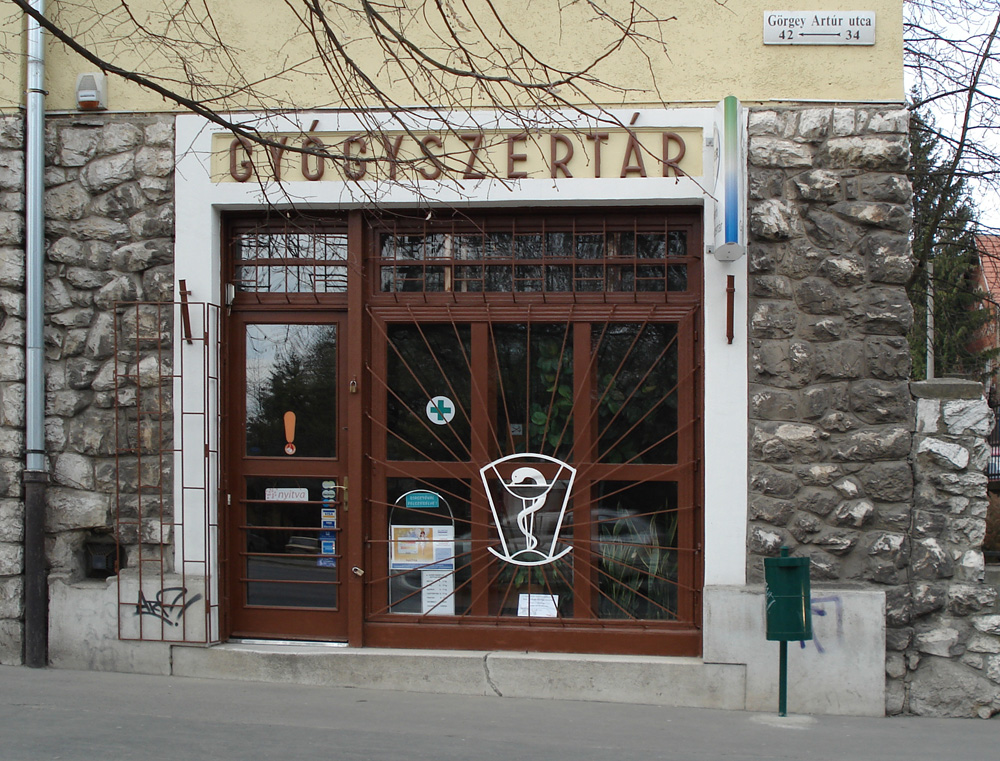
Az egykori Páduai Szent Antal, ma Népkerti Gyógyszertár

### Szent István Gyógyszertár
A Szent István patikára 1922-ben adták ki a működési engedélyt Molnár Kálmán gyógyszerésznek, a Soltész Nagy Kálmán utcára. A telepítés összefüggött a terület korabeli fejlesztésével, a tulajdonos jó érzékkel választotta ki a helyszínt, mert a környező épületeket is abban az időben építették. Molnár Kálmán halála után az államosításig felesége vezette a gyógyszertárat. A berendezése értékes. Államosítás utáni neve 14/47 volt. A gyógyszertár 2017 végén bezárt.

### Páduai Szent Antal Gyógyszertár
A gyógyszertár 1934-ben nyílt a Görgey utcán, első tulajdonosa dr. Bellák József gyógyszerész volt. A patikanyitást a közgyűlés 1933-ban hirdette meg, a Mindszenti templom környékére. A gyógyszertár ma is működik a Népkerttel szemben, Népkerti Gyógyszertár néven.

## Mentők

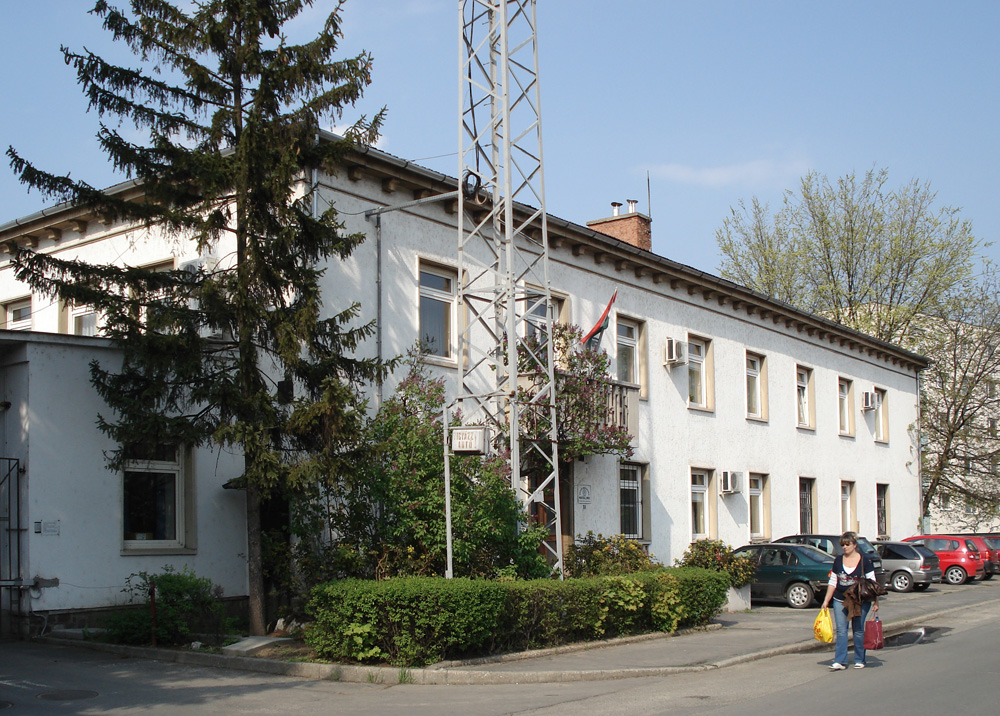
A miskolci mentőállomás épülete

A mentőszolgálat ügye – mint csaknem mindenütt – a tűzoltóság működésével függött össze. Így volt ez Miskolcon is, ahol a helyi Önkéntes Tűzoltó Egylet 1873. augusztus 31-én alakult meg. Főparancsnoka Martin Károly, orvosa dr. Réczey Zsigmond volt. Első nagy bevetésük 1878. augusztus 30–31. éjszakáján volt: ekkor pusztított Miskolc történetének legnagyobb árvize. Az egylet több mint ötven ember életét mentette meg, s a mentésben részt vett velük Soltész Nagy Kálmán polgármester is. A pusztítás hatalmas volt: 277 ember halt meg, 2182 ház dőlt össze.
A miskolci mentők megalakulásának időpontja az 1897-es esztendőhöz köthető: dr. Kazai Mór, az egylet orvosa ekkor indítványozta mentőosztály létesítését a tűzoltóságon belül, és rögtön tanfolyamot is szervezett a tűzoltók számára. Az elméleti és gyakorlati vizsgára május 29-én került sor – a szakértő bizottságon kívül nagyszámú érdeklődő közönség jelenlétében. Mentői oklevelet szerzett ekkor az önkéntes tűzoltók közül Darvas László segédtiszt, Nagy Sándor helyettes mászóparancsnok, Roller István, Réthy A. József, Kellner Sándor, Soós Kálmán, Papp Elek, Ostreicher Sándor, Klein Ábrahám, Grünberger Sámuel és Edelmann Mór. Mentőkocsinak egy városi bricskát használtak, ezen vitték a betegeket a kórházba. A Budapesti Önkéntes Mentőegyesülettől mentőszekrényt kaptak teljes felszereléssel, Balogh József helybeli gyógyszerésztől gyógyszereket, dr. Grósz Józsefnétől kötszereket – díjtalanul.
A mentőosztály hivatalosan 1887. augusztus 1-jén kezdte meg működését, és az év végéig 42 esetben vonultak ki, 35 alkalommal nyújtottak elsősegélyt. A későbbiekben a mentők munkája évről évre szaporodott, és éves rendszerességgel még elsősegély-nyújtási tanfolyamokat is szerveztek a lakosság számára. 1909-ben a betegszállítások számának megnövekedése miatt egy modern betegszállító lovaskocsit szereztek be: a legújabb típusú Landauer mentőkocsit vették meg (gumitalpas, üvegablakos betegszállító), amilyen a többi vidéki mentőknek még nem volt. Ezen felül rendelkeztek még egy könnyű mentőkocsival, a fertőző betegek szállítására szolgáló külön kocsival és halottszállító kocsival is.
Az első világháború idején jelentősen megnövekedett a munkájuk, a hazaérkező, Miskolcra szállított sebesült, beteg katonák ellátása fokozott terhet rótt a mentőkre. Ezért 1915-ben a Miskolci Vöröskereszt Egylet gyűjtést szervezett, amiből egy betegszállító autót tudtak venni az egyesületnek. A hadi helyzetre jellemző, hogy a következő évben a mentőautó gumijait hadicélokra rekvirálták, így az autót nem lehetett használni, s a gumikat csak 1916-ban sikerült pótolni. A háború vége felé tovább nehezítette a helyzetet a spanyolnátha járvány kitörése, a város első bombázása és az 1919-es események. A háborús évek alatt a miskolci mentők – a polgári lakosság ellátásán kívül – 16 164 katonát szállítottak.
A háború után a mentők felszerelése fokozatosan javult, sikerült beszerezni például egy 19 000 pengő értékű Renault, majd egy Steyr mentőautót is. Közben 1930 márciusában megalakult Diósgyőr-Vasgyárban is a mentőcsoport. Egy gépkocsival és egy lovas kocsival rendelkeztek (a lovas kocsit a külterületekre való kivonuláskor használták).
Az 1930-as évben már érezhető volt az háborús készülődés: légoltalmi kiképzéseket és gyakorlatokat tartottak, külön hangsúlyt kapott a mérges gázok, gázharcok elleni védekezés ismereteinek oktatása. A korszak nagyberuházásainál is figyelembe vették ezeket a szempontokat, a miskolci Postapalota építésénél például külön szempont volt a bomba- és gázbiztos kivitelezés. A második világháború kitörése újabb feladatok elé állította a mentőket, aminek teljesítéséhez ideiglenesen még a polgármesteri autót is igénybe vették. A várost közvetlenül érintő háborús cselekmények az 1944. évi repülőgépes bombatámadásokkal kezdődtek, amik – a város körüli harcokkal együtt – súlyos személyi és anyagi kárt okoztak a lakosságnak, a város gazdaságának, iparának. A front elvonulása után a mentőszolgálat megsemmisült berendezéseit elavult, ócska alkatrészekből összetákolt járművekkel próbálták pótolni. Jellemző, hogy a betegszállítást kerekes targoncákkal, kézi szánkókkal oldották meg, gépjárműveik nem voltak. A mentők csak 1947. január 15-én kaptak egy mentőautót, majd az amerikai hadseregtől kiselejtezett hadi felszerelésből kaptak három Dodge autót, aztán egy új Škoda mentőkocsit. A mentők 1947-ben 3231-szer vonultak ki, s összesen 42 ezer kilométert tettek meg.
Az Országos Mentőszolgálat 1948. május 10-én kezdte meg a működését, melyet a korábbi mentőegyesületek összevonásával hoztak létre, s ezáltal a mentőügy központi irányítás alá került. Az OMSZ megindította a mentőállomás-hálózat fejlesztését, Miskolcon 1949-ben kezdődött a mentőállomás építése a Szinva partján, a Petőfi utca 18. szám alatt. Az intézményt 1950. október 25-én adták át rendeltetésének, és itt működik ma is. Első vezetője Kubassy László mentőtiszt volt. Ekkor szűnt meg véglegesen a tűzoltósággal közösen viselt 53 évnyi sorsközösség. 1953-ra elkészült a mentőállomás főépülete, s ezzel ez lett az ország első, nagy vidéki mentőállomása. A személyi- és a gépkocsiállomány folyamatosan szaporodott, 1956-ban megindult a miskolci rohamkocsi szolgálat. A mentőautók főleg lengyel Nysa 521S típusú gyártmányok voltak, de a korábbi Roburt már a 70-es években Mercedes váltotta fel. 1972-ben 47 304 esethez vonultak ki és 113 740 beteggel volt dolguk, csak Miskolcon. Az ötvenes években megindult a repülőgépes betegszállítás is Budapestre, Pécsre, Debrecenbe – a polgári légi járat gépeivel. 1958-ban alakult meg az Országos Mentőszolgálat légi betegszállító csoportja, amely kezdetben merev szárnyú gépeket használt, később helikoptereket is (a regionális feladatokat ellátó EC-135 helikopter a Miskolci repülőtéren állomásozik). A Nysa mentőautó-parkot az 1990-es évek elejétől kezdték korszerűsíteni. Miközben a betegszállítási funkció levált a mentőkről, a mentőautókat célfeladatok szerint szerezték be: az alapfelszereltségű „egyszerű” mentőautókon kívül komoly felszereltségű rohamkocsi, gyermek mentőorvosi kocsi, esetkocsi és kiemelt mentőgépkocsi kategóriák segítik a munkát (Mercedes, Ford, Volkswagen).